# Jane Wilde Hawking
Jane Wilde (nascuda com Jane Beryl Wilde, 29 de març de 1944) és una escriptora i educadora anglesa. També és coneguda per haver estat la primera esposa de Stephen Hawking.
És filla de Beryl Eagleton i de George Wilde. Va créixer en Saint Albans (Herdfordshire) i després va estudiar Filologia, obtenint el seu doctorat en Filologia romànica. Es va casar amb Stephen Hawking en 1965, a qui va conèixer per un amic en comú en una festa. La parella va tenir tres fills: Robert Hawking, nascut el 1967, Lucy Hawking, el 1970, i Tim, el 1979. Jane i Stephen es van separar el 1990 i es van divorciar cinc anys més tard. Jane li va donar suport durant la malaltia, perquè ell pogués continuar amb el seu treball.
Després de divorciar-se de Hawking, Jane es va casar amb Jonathan Hellyer Jones, un músic amic de la família. Sobre el seu matrimoni amb Stephen, va escriure el llibre Music to Move the Stars: A Life with Stephen, que va ser publicat en l'any 1999. Quan el físic es va separar de la seva segona esposa, Elaine, ell i Jane van establir una relació de treball. En l'any 2008 va publicar una versió actualitzada de la biografia de Hawking, amb el títol Travelling to Infinity: My Life with Stephen. Actualment, porta una vida tranquil·la amb el seu segon espòs, Jonathan, i exerceix com a professora de Filologia romànica.
Jane Wilde va ser caracteritzada per Lisa Dillon a la pel·lícula Hawking (2004). Més tard, ho va ser per Felicity Jones en la pel·lícula La teoria del tot (2014), basada en el seu llibre Travelling to Infinity: My Life with Stephen.

## Algunes publicacions
- Music to Move the Stars: A Life with Stephen, Londres, Macmillan, 1999 ISBN 0-333-74686-4
- Travelling to Infinity: My Life with Stephen, Richmond, Alma Books, 2008 ISBN 1-84688-065-3